# Youkhari Chourtan
Youkhari Chourtan est un village de la région de Kelbajar en Azerbaïdjan.

## Histoire
En 1993-2020, le village était sous le contrôle des forces armées arméniennes. Le 25 novembre 2020, sur la base d'un accord trilatéral entre l'Azerbaïdjan, l'Arménie et la Russie en date du 10 novembre 2020, la région de Kelbajar, y compris le village d'Youkhari Chourtan, a été restituée sous le contrôle de l'Azerbaïdjan.

## Géographie
Le village d'Youkhari Chourtan de la région de Kelbajar est situé dans la circonscription administrative du village de Chourtan.